# Маргарет де Клер
Маргарет де Клер (англ. Margaret de Clare; жовтень 1293 —квітень 1342) — графиня Корнуолла, графиня Глостер, одна з трьох дочок Гільберта де Клер, 7-го графа Глостера і його дружини, англійської принцеси Джоанни Аккської, дочки англійського короля Едуарда І.

## Біографія
Маргерет де Клер була видана заміж за Пірса Гавестона, фаворита (і ймовірного коханця) її дядька Едуарда II, в жовтні 1307 року. Згідно «Життєписом Едуарда Другого», цей шлюб був влаштований королем, «щоб посилити Пірса і оточити його друзями.» З нагоди одруження було влаштовано пишне святкування і лицарський турнір у замку Воллінгфорд. Шлюб жінки такого високого походження з іноземцем, яким вважався Гавестон, не був схвалений англійською знаттю.
Після страти Гавестона в 1312 році права його дружини як графині Корнуолл були оскаржені. Король Едуард натомість подарував їй замок Окем і інші землі. Вона приєдналася до королівського двору і в 1316 році супроводжувала короля в поїздці з Лондона в Йорк.
Після загибелі брата, Гільберта де Клера, в битві при Баннокберні в 1314 році, Маргарет і її сестри, Елізабет і Елеонори де Клер, отримали в спадок все його володіння. Король Едуард влаштував для Маргарет другий шлюб з іншим своїм фаворитом, Х'ю де Одлі, графом Глостера. Весілля відбулася 28 квітня 1317 року в Віндзорському замку. У листопаді 1317 року графство Глостер було розділено між трьома сестрами. Однак чоловік Елеонор де Клер Х'ю Діспенсер Молодший побажав отримати спадок шурина повністю. За повідомленням автора «Життєпису Едуарда Другого», Діспенсер «підстроїв співспадкоємцями такі пастки», що кожен з них міг втратити спадщину, і тоді все графство перейшло б йому. Діспенсер примусив Одлі обміняти маєтку Ньюпор і Незеруент на менші в травні 1320 року. В 1321 році Х'ю Одлі приєднався до конфедерації баронів, незадоволених піднесенням Діспенсерів. Він був полонений у битві при Бороугбрідже в 1322 році. Тільки завдяки клопотанням дружини, Одлі був врятований від страти. Його ув'язнили, Маргарет ж відправили в монастир Семпрінгам. Тим часом її дочка Джоан Гавестон була спрямована на виховання в монастир Емесбері разом з племінницею короля Елінор де Богун. Було домовлено, що вона одружиться з сином Томаса Малтона, проте дівчинка померла на початку 1325 року. В 1326 році Маргарет вийшла з монастиря і з'єдналася зі своїм чоловіком. Влітку 1336 року їхня єдина дочка, Маргарет де Одлі, була викрадена бароном Ральфом де Стаффордом. Її батьки подали скаргу, але Едуард III підтримав Стаффорда. Щоб заспокоїти батьків, він зробив Х'ю графом Глостера.
Маргарет померла в квітні 1342 року, похована в абатстві Тонбридж.

## Діти
1-й чоловік: з 1309 року Гавестон Пірс (пом. 19 січня 1312) ;
- Джоан Гавестон (пом. 1325)2-й чоловік: з 28 квітня 1317 року Х'ю де Одлі (пом. 10 листопада 1347) :
- Маргарет де Одлі (пом. після 28 січня 1348), баронеса Одлі; чоловік  Ральф де Стаффорд